# Suze Robertson
Susanne (Suze) Bisschop-Robertson (Den Haag, 17 december 1855 – aldaar, 18 oktober 1922) was een Nederlandse kunstschilder.

## Biografie
Robertson werd in 1855 geboren als dochter van de Haagse koopman John Robertson en Maria Cornelia van der Vliet. Haar moeder overleed toen zij twee jaar was. Zij groeide op bij haar oom en tante. Op een Wassenaarse kostschool werd haar tekentalent ontdekt. Zij volgde de opleiding aan de academies van beeldende kunsten in Den Haag, Rotterdam en Amsterdam en aan de Polytechnische School in Delft. 
Zij begon haar carrière in 1877 als tekenlerares maar besloot omstreeks 1883 om zich volledig aan het schilderen te gaan wijden. Zij behoorde tot de voorlopers van de Amsterdamse Joffers. In de tachtiger jaren van de 19e eeuw vestigde ze zich weer in haar geboorteplaats Den Haag. Ze werd onder meer lid van Pulchri Studio, van de Hollandsche Teekenmaatschappij, van de Nederlandsche Etsclub en van Arti et Amicitiae. In 1892 trouwde ze in 's-Hertogenbosch met de schilder Richard Bisschop en in 1894 werd hun dochter Sara geboren. 
Robertson heeft in diverse plaatsen in Nederland geschilderd, onder meer in Rotterdam, Den Haag, Amsterdam, in Het Gooi, in Brabant en in diverse kustplaatsen, zoals Katwijk aan Zee en Noordwijk. Haar werk werd meermalen bekroond tijdens tentoonstellingen in binnen- en buitenland. In 1900 won zij een gouden medaille op de Internationale Tentoonstelling voor Vrouwenarbeid te Londen, en een bronzen medaille op de Internationale Tentoonstelling te Parijs. In 1905 werd haar een gouden medaille toegekend op de Tentoonstelling van Kunstwerken in Arnhem.
Haar meest productieve periode waren de jaren tussen 1903 en 1914. In 1913 was haar werk te zien op de tentoonstelling De Vrouw 1813-1913. Tijdens de laatste zeven jaren van haar leven werkte ze regelmatig samen met haar dochter met wie zij ook gezamenlijk tentoonstelde. In 1921 werd haar werk bij Pulchri Studio tentoongesteld. Zij overleed in oktober 1922 op 66-jarige leeftijd in haar woonplaats Den Haag.

## Werken
Ook na haar overlijden werd haar werk nog regelmatig geëxposeerd, zoals achtereenvolgens in 1955 in het Rijksmuseum Amsterdam, in het Stedelijk Museum Amsterdam, in 1984 in het Gemeentemuseum Den Haag, in 2003/2004 in Museum Rijswijk, in 2008/2009 in Museum Kempenland in Eindhoven, en in 2013/14 en in 2022/2023 in Museum Panorama Mesdag in Den Haag.
Werk van Robertson bevindt zich in de museale collecties van onder meer het Stedelijk Museum Amsterdam, het Gemeentemuseum Den Haag, het Dordrechts Museum, het Groninger Museum, het Kröller-Müller Museum, het Museum Boijmans Van Beuningen, het Rijksmuseum Twenthe en het Centraal Museum Utrecht. Haar dochter Sara heeft de collectie van de werken van haar moeder ondergebracht bij het Haags Gemeentemuseum.

## Galerij

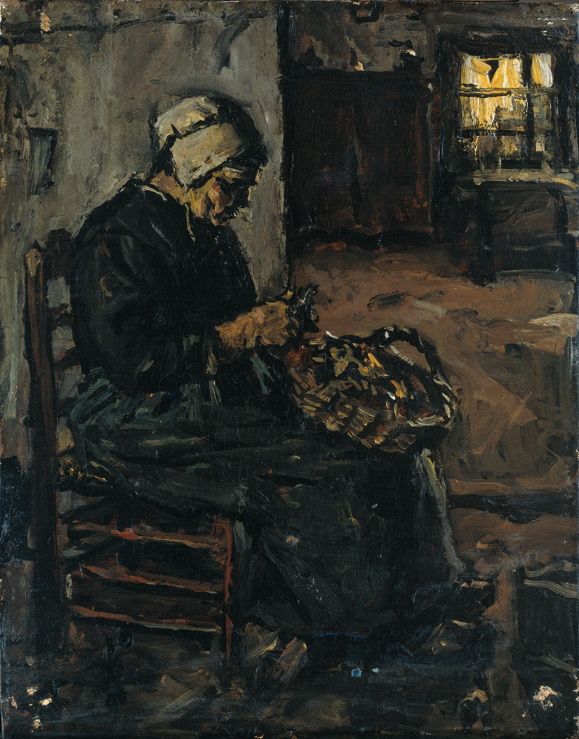
Boerenvrouw aardappels schillend, 1922
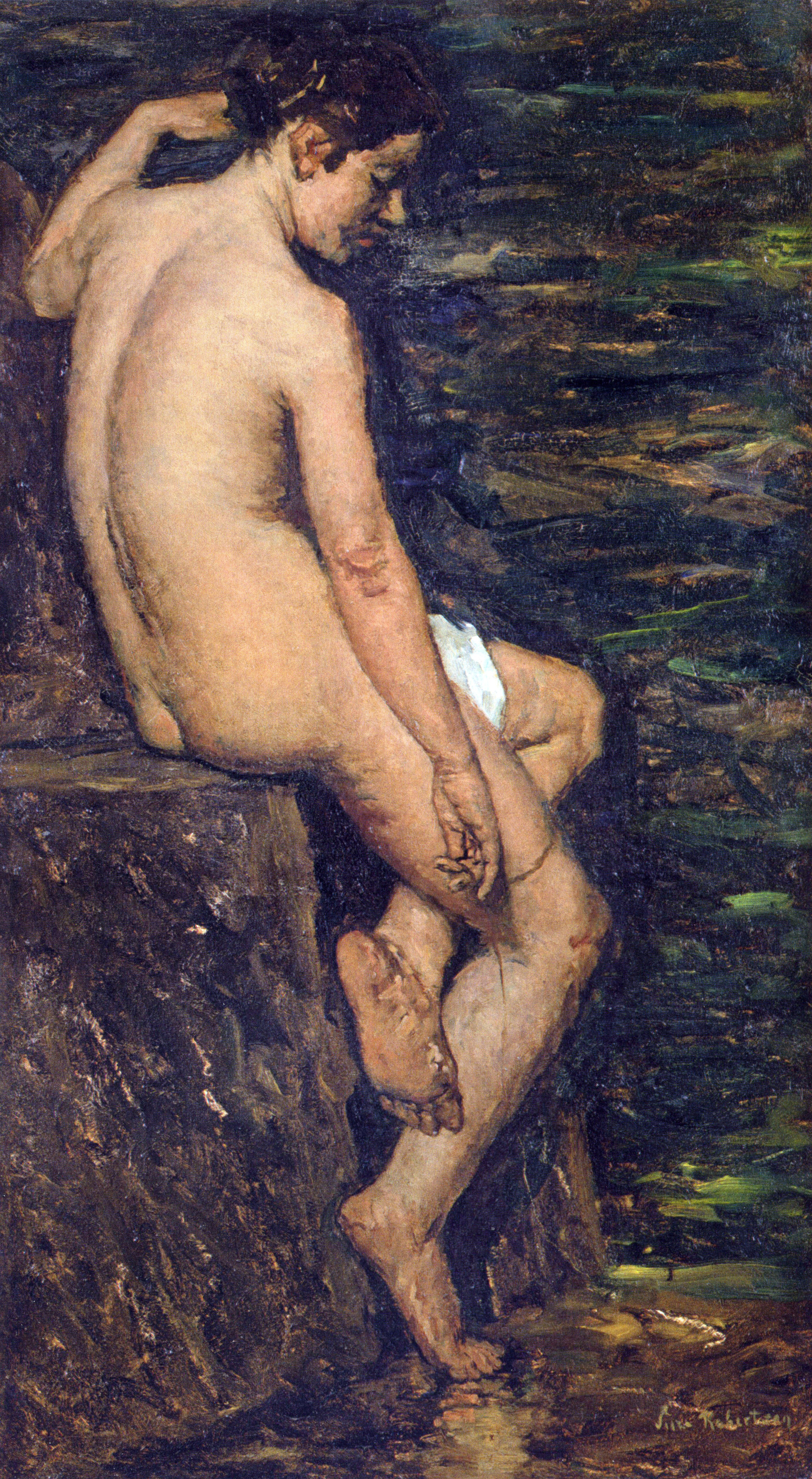
Lena (zittend naakt)